# Dicumilperossido
Il dicumilperossido, noto anche come agente di vulcanizzazione DCP, è un perossido organico di tipo F utilizzato come promotore della polimerizzazione.

## Caratteristiche strutturali e fisiche
Il composto risulta stabile a temperatura ambiente presentandosi come un solido di colore bianco o giallo chiaro dall'odore caratteristico che si decompone rapidamente se riscaldato e sottoposto alla luce.
Particelle finemente disperse formano miscele esplosive in aria, se ne consiglia la conservazione separato da sostanze combustibili, agenti riducenti, forti ossidanti, acidi forti, basi e metalli pesanti, in ambiente a temperatura controllata, al buio, in contenitori ben chiusi e sotto gas inerte.
Il composto presenta:
- due accettori di legami a idrogeno
- cinque legami attorno a cui la molecola può ruotare
- massa monoisotopica = 270,16 g/mol
- area superficiale accessibile = 18,5 Å²
- 20 atomi pesanti

## Sintesi del composto
Il composto viene sintetizzato attraverso la reazione dell'idroperossido di cumene con il 2-fenil-2-proponalo in presenza di un catalizzatore minerale acido con una resa quantitativa quasi simile.
Un altro metodo di sintesi è attraverso l'auto-ossidazione del cumene.

## Tossicologia
Se inalato sotto forma di polvere aerosol può provocare tosse e mal di gola, inoltre la sostanza risulta irritante per gli occhi, la cute e il tratto respiratorio. Il composto è considerato un potenziale interferente endocrino.
In forma liquida può essere assorbito attraverso la pelle. Le fiamme possono produrre gas irritanti, corrosivi e/o tossici.
È stato riportato un caso di asma professionale e un 33,3% di casi di malattie delle prime vie respiratorie legate a questa sostanza. Il composto può inoltre portare all'insorgenza della metaemoglobinemia.
Tra le patologie correlate all'esposizione al composto troviamo anche l'iperplasia e neoplasie della pelle.

## Applicazioni
Viene utilizzato come:
- promotore nella (co)polimerizzazione dello stirene
- sinergico per ritardante di fiamma alogenato in EPS
- agente reticolante per polimeri ed elastomeri (gomme naturali e sintetiche, poliolefine termoplastiche) utilizzati nella produzione di tubi flessibili, fili, pneumatici e guarnizioni in gomma per il settore delle costruzioni
- agente indurente nella gomma sintetica
- curing agent

## Impatto ambientale
Il composto è tossico per gli organismi acquatici e può verificarsi bioaccumulo nei pesci. Il composto è considerato non biodegradabile.
L'emivita in sistemi d'acqua dolce è pari a 142 giorni. L'emivita più breve riscontrata a temperature rilevanti dal punto di vista ambientali è pari a 77 giorni n condizioni di pH 7 e ad una temperatura di 10°C. Non è però stato possibile rilevare prodotti di degradazione. La mineralizzazione raggiunge un massimo del 12,9% dopo 90 giorni (50 µg/L). Il coefficiente di assorbimento a livello del suolo risulta pari a 9550.